# Stefanie Tücking

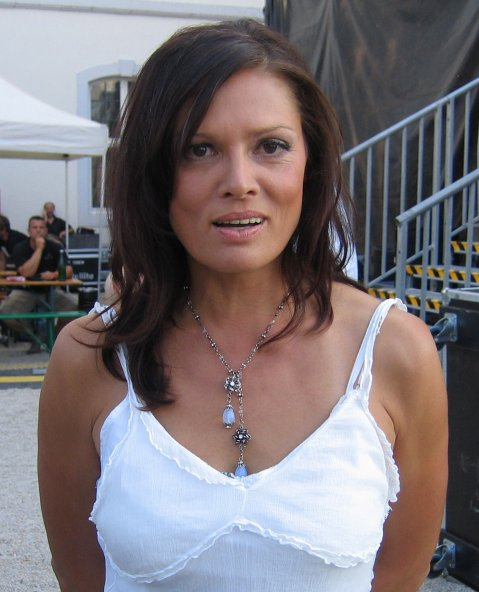
Stefanie Tücking, 2009

Stefanie „Steffi“ Tücking (* 1. April 1962 in Kaiserslautern; † 1. Dezember 2018 in Baden-Baden) war eine deutsche Fernseh- und Hörfunkmoderatorin sowie Redakteurin.

## Leben

### Jugend und Studium
Stefanie Tücking wuchs in Kaiserslautern auf, wo sie 1981 das Abitur bestand. Sie studierte Elektrotechnik ohne Abschluss.

### Fernsehen
Sie sammelte erste Erfahrungen als Moderatorin des Fernsehsenders Musicbox. Im Januar 1986 übernahm sie von Ingolf Lück die Moderation der ARD-Musikfernsehsendung Formel Eins und wurde damit einem größeren Publikum bekannt. 1987 erhielt die damals 24-Jährige für ihre Moderation von Formel Eins die Goldene Kamera. Bei einer kleinen Serie mit Formel-Eins-Revivals mit Thomas Anders als Moderator trat sie wiederum für kurze Zeit vor die Kamera. 1992 war sie als „Stimme aus dem Off“ die Komoderatorin von Ingo Dubinski in der Rateshow Supergrips.
Stefanie Tücking war auch in anderen Fernsehproduktionen zu sehen. Meist erschien sie in Sendungen mit Musikbezug, aber auch mit Sport-Themen. Anfang der 1980er Jahre mimte sie eine Schülerin in der Serie Monaco Franze; auch in der Krimiserie Tatort wirkte sie mehrmals mit. Von 1993 bis 1997 moderierte sie die tagesaktuelle WDR-Sendung KuK. Bis zur Einstellung der Sendung moderierte sie im SWR Fernsehen im Wechsel mit Thorsten Link die Sendung startklar – das automagazin oder war in Beiträgen darin, zum Beispiel bei Autotests, zu sehen. In der Castingshow Die deutsche Stimme, die 2003 im ZDF ausgestrahlt wurde, gehörte sie der Jury an. Darüber hinaus war sie im Sommer 2008 im Magazin F.I.T.! Freizeit ist Tücking zu sehen, in dem sie zusammen mit einer Jury jeweils drei Sportarten ausprobierte und bewertete. 2008 spielte sie in der Fernsehserie Die Fallers.

### Hörfunk

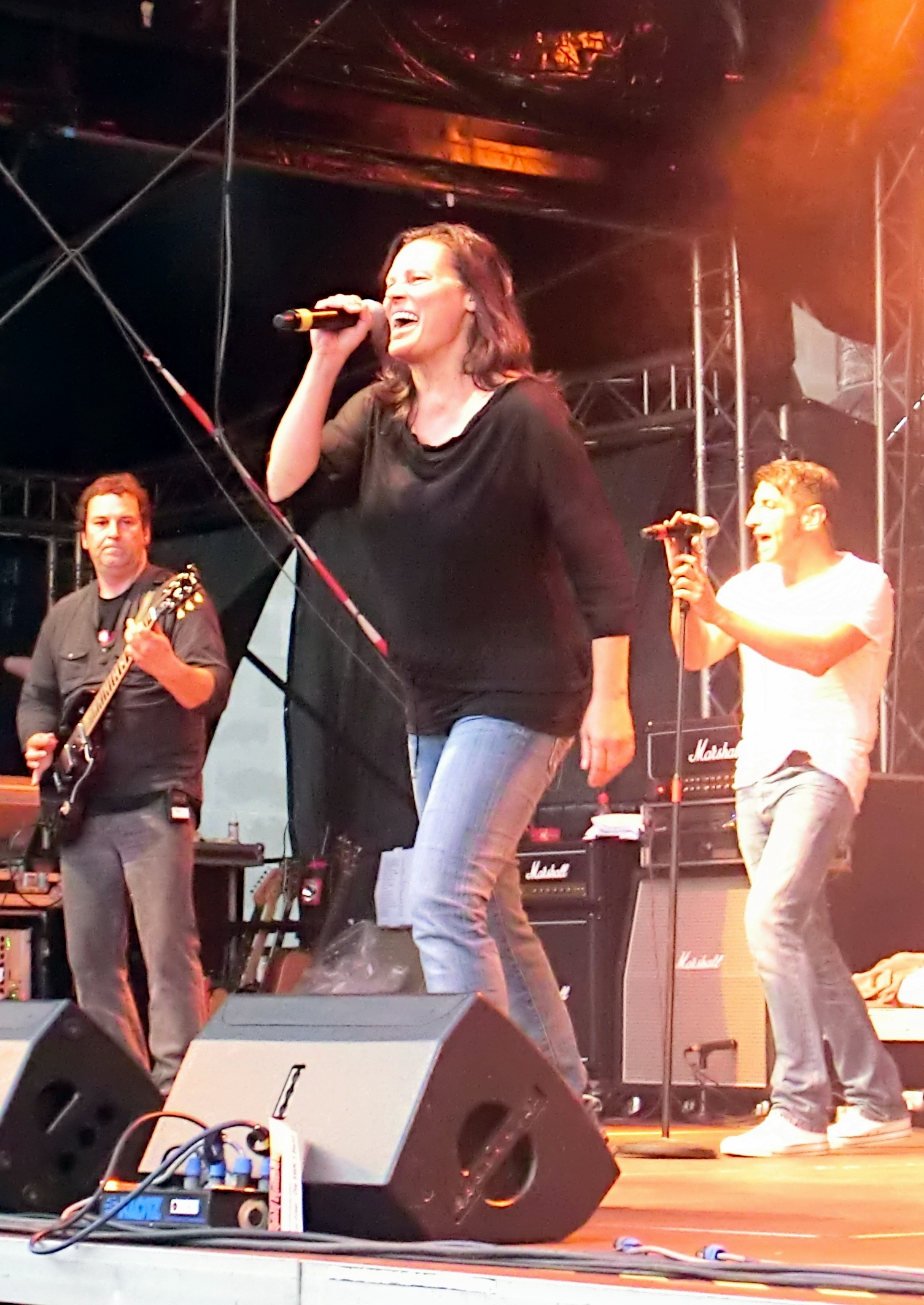
Stefanie Tücking mit der SWR3-Band, 2013

Nachdem sie 1987 Hörfunk-Sendungen beim Bayerischen Rundfunk (Bayern 3) moderiert hatte, wechselte sie 1988 zu SWF3 nach Baden-Baden, wo sie von 1989 bis 1995 als Redakteurin und Moderatorin für die populäre Sendung Pop Shop zuständig war. Weiterhin moderierte sie seit 1987 bei SWF3 das Nachtmagazin Lollipop, das in den Nächten von Samstag auf Sonntag auch in der ARD-Popnacht zu hören war und ihre Popularität bundesweit weiter steigerte. Von 1996 bis 1998 war sie für die Frühsendung On als Redakteurin und Moderatorin zuständig. Im Jahr 1998 moderierte sie zusammen mit Matthias Holtmann als eines von vier Moderationsteams die Hitparade Start ins Wildall, welche anlässlich der Fusion von SDR3 und SWF3 stattfand.
Ab August 1998 moderierte sie bei SWR3 die Nachmittagsshow, werktags zwischen 12:00 und 14:00 Uhr SWR3 am Mittag sowie die Musiksendung Intensiv. Daneben war sie gemeinsam mit zwei Kollegen in der SWR3-Band aktiv.
Anfang Oktober 2005 und 2006 präsentierte sie im ZDF beim New Pop Festival in Baden-Baden die Preisverleihung des von Mercedes-Benz und SWR3 gestifteten Pioneer Pop Awards an verdiente Künstler mit jeweils anschließendem Bühnenauftritt. Tücking war bei der Veranstaltung seit 1998 fest im Programm verankert.

### Weitere Aktivitäten
Die Computerfirma Commodore brachte im Jahr 1989 ihr Gerät Amiga 500 mit zwei speziellen Gehäusedesigns auf den Markt (ein Tiger- und ein Balldesign), was als Amiga 500 new art in einer limitierten Auflage vertrieben und mit „Designed by Stefanie Tücking“ beworben wurde.
1990 war sie Copilotin des Rennfahrers Klaus Fritzinger bei seiner letzten Teilnahme an der Rallye Monte Carlo.

### Tod
Stefanie Tücking starb in der Nacht zum 1. Dezember 2018 im Alter von 56 Jahren in Baden-Baden an einer Lungenembolie. Am 13. Dezember wurde sie auf dem Hauptfriedhof ihrer Geburtsstadt Kaiserslautern beigesetzt.

## Veröffentlichungen
- Orakel. Musicbox, präsentiert von Stefanie. Keiner weiß mehr. Das Frage- und Antwortspiel. Egmont Franz Schneider 1986, ISBN 978-3-505-09095-0.
- Mit Kai Böcking: Das Anti-Aids-Buch nach der Formel-Eins-Sendung. Fischer Taschenbuch 1990, ISBN 978-3-596-27604-2.
- Christina Drewing (Autorin), Stefanie Tücking (Mitwirkende): Die wahren deutschen Superstars und wie alles beginnt. CD Musik & Medien 2006, ISBN 978-3-939126-00-3.